# آلبرت امفیتینگ
آلبرت امفیتینگ (انگلیسی: Albert Emptage; ۲۶ دسامبر ۱۹۱۷ – ۱ ژانویهٔ ۱۹۹۷) بازیکن فوتبال اهل بریتانیا بود.
از باشگاه‌هایی که در آن بازی کرده‌است می‌توان به باشگاه فوتبال استوک‌پورت کانتی، باشگاه فوتبال اسکانتورپ یونایتد، و باشگاه فوتبال منچستر سیتی اشاره کرد.